# Ljubljeni
Ljubljeni (izviren angleški naslov: The Loved Ones) je avstralska grozljivka iz leta 2009, delo režiserja in scenarista Seana Byrnea. V filmu igrata Xavier Samuel in Robin McLeavy. 

## Vsebina
Brent (Xavier Samuel) s svojim očetom med vožnjo z avtom opazi krvavega pešca sredi ceste. Da ga ne bi povozila zavijeta in se zaletita v drevo.
Šest mesecev kasneje Brent vljudno zavrne povabilo Lole Stone (Robin McLeavy) na maturantski ples, saj je že dogovorjen s svojo punco Holly (Victoria Thaine). Brent in Holly odideta v Hollyin avto kjer seksata, vidi pa ju prizadeta Lola. Brent zaradi obtoževanja samega sebe za očetovo smrt v avtomobilski nesreči začne kaditi travo in se rezati z rezilom, ki ga ima na ogrlici. Brent odide na bližnji klif, kjer namerava storiti samomor, vendar si premisli.
Med poslušanjem glasbe, Brenta nekdo napade od zadaj. Zbudi se privezan za stol ob mizi z Lolo, njenim očetom (John Brumpton) in lobotomirano žensko, ki jo imenujejo Svetlooka (Anne Scott-Pendlebury). Lolin oče je hišo spremenil v plesišče za svojo hčerko. Lola vzame injekcijo in jo vbrizga v vrat, da Brent ne bi mogel govoriti ali kričati. Lola začne Brentu groziti glede Holly, vendar on medtem pobegne. Zunaj spleza na drevo vendar ga Lola in njen oče sklatita dol s kamenjem. Notri Brenta zvežeta in mu z noži prebodeta stopala v tla. Lola nato vzame svoj album v katerem so slike njenih ugrabljencev. Brent prepozna fanta na sliki z imenom Timmy Valentine, ki sta ga z očetom pred šestimi meseci srečala krvavega na cesti. Izkaže se, da je Timmy brat Mie Valentine, katero je na ples povabil Brentov najboljši prijatelj Jamie. Lola nato Brentu z vilico vreže črki LS na prsi in jih posoli. 
Potem ko je bila kronana za kraljico plesa, Lola pove Brentu, da išče svojega princa vendar je Brent ''samo še ena žaba''. Kasneje Lola prizna svojemu očetu, da je on njen princ. Očka nato odpre skrita vrata, kjer so skriti njuni ugrabljenci. Lola zvrta Brentu luknjo skozi lobanjo in ga lobotomira kot ostale. Vendar ker je Lolina luknja premajhna, da bi vanjo vlila vrelo vodo, jo Brent poreže s svojim rezilom na ogrlici njenega očeta. Nato iz enega stopala izpuli noč in napade njenega očeta in ga vrže v luknjo z ugrabljenci, kjer ga ti pred Lolinimi očmi požrejo. Lola nato v luknjo vrže še Brenta in vanj meče številne predmete. Med temi predmeti Brent najde svetilko in kladivo s katerim se zavaruje pred ugrabljenci. Lola nato z blazino zaduši Svetlooko, ki je njena mama. 
Zaradi suma da nekaj ni v redu, Holly pokliče policista (Miinega očeta) iz soseske. Ta pride do Loline hiše in vdre vanjo, vendar ko najde Brenta v luknji ga Lola ubije in ga vrže s pištolo v luknjo. Brent jo poskuša ustreliti vendar se ona umakne. Nato pove Brentu, da gre k njemu in da bo ubila njegovo mamo Carlo, ker je ubil njenega očeta in Holly, ker ji je zlomil srce. Brent v kotu opazi kup kosti s katerimi spleza ven.
Lola začne hoditi po cesti s svojim albumom in nožem, ko opazi avto. Izkaže se da je Holly, zato se Lola skrije in vrže knjigo na avto. Holly se ustavi in Lola jo skuša ubiti. Brent se medtem pripelje s policijskim avtomobilom in povozi Lolo. Holly je presenečena, ko vidi Brenta, vendar se Lola zelo poškodovana začne počasi plaziti po cesti proti njima z nožem v roki. Brent pa jo povozi z avtomobilom in ji zmečka lobanjo. 
Brent in Holly se vrneta domov. Carla jih opazi skozi okno in objame Brenta.

## Igralci
- Xavier Samuel kot Brent Mitchell
- Robin McLeavy kot Lola "princesa" Stone
- John Brumpton kot očka Stone
- Richard Wilson kot Jamie
- Victoria Thaine kot Holly
- Jessica McNamee kot Mia Valentine
- Andrew S. Gilbert kot Paul
- Suzi Dougherty kot Carla Mitchell
- Victoria Eagger kot Judith
- Anne Scott-Pendlebury kot Bright Eyes
- Fred Whitlock kot Dan
- Lucy Greco kot študent